# Джорджи герл
«Джорджи герл», «Девочка Джорджи» (англ. Georgie Girl) — новозеландский документальный фильм 2001 года режиссёров Энни Голдсон и Питера Уэллса о Джорджине Байер — актрисе, политике и первой в мире открытой трансгендерной женщине, избранной депутатом в национальный парламент. Впервые представлен в России в рамках программы Международного ЛГБТ-кинофестиваля «Бок о Бок».

## Сюжет
Фильм рассказывает о удивительной судьбе известной во всём мире политике Джорджине Байер. Детство в среде этнических маори, подростковые выступления на травести-сцене, бегство из дома, нищенство, проституция, изнасилование… и резкое переоценивание жизненных приоритетов, трансгендерный переход, игра в театре, участие в жизни местного муниципалитета, выборы в мэры города, выборы в национальный парламент, триумф и успех. Судьба человека, сломавшего барьеры стереотипов целой страны.

## Награды
- 2009 Международный ЛГБТ-кинофестиваль «Бок о Бок»: Лучший фильм о человеческом достоинстве.
- 2003 Dallas OUT TAKES: Лучший документальный фильм.
- 2002 Сан-Францисский Международный Лесби-Гей кинофестиваль: Лучший документальный фильм.